# Mount Nicholson (berg i Australien, Queensland, Central Highlands)
Mount Nicholson är ett berg i Australien. Det ligger i regionen Central Highlands och delstaten Queensland, omkring 490 kilometer nordväst om delstatshuvudstaden Brisbane. Toppen på Mount Nicholson är 770 meter över havet.
Mount Nicholson är den högsta punkten i trakten. Trakten runt Mount Nicholson är nära nog obefolkad, med mindre än två invånare per kvadratkilometer.. Det finns inga samhällen i närheten.
I omgivningarna runt Mount Nicholson växer huvudsakligen savannskog. Genomsnittlig årsnederbörd är 842 millimeter. Den regnigaste månaden är januari, med i genomsnitt 155 mm nederbörd, och den torraste är augusti, med 15 mm nederbörd.